# Lauren German
Lauren German (n. 29 noiembrie 1978, Huntington Beach⁠(d), California, SUA) este o actriță americană. Ea este cel mai bine cunoscută pentru rolul ei ca detectiv Chloe Decker în serialul Lucifer (2016–2021). A mai apărut în filmul de dramă romantică O iubire de neuitat (2002) și în filmele de groază The Texas Chainsaw Massacre (2003) și Hostel: Part II - Căminul ororilor 2 (2007). German a interpretat rolul Lori Weston în al doilea sezon din Hawaii Five-0 ( 2011–2012) și rolul Leslia Shay în Chicago Fire (2012–2014).

## Filmografie
| An   | Titlu                           | Rol              | Note            |
| ---- | ------------------------------- | ---------------- | --------------- |
| 2000 | Down to You                     | Lovestruck woman |                 |
| 2002 | A Walk to Remember              | Belinda          |                 |
| 2002 | Dead Above Ground               | Darcy Peters     |                 |
| 2002 | A Midsummer Night's Rave        | Elena            |                 |
| 2003 | The Texas Chainsaw Massacre     | Suicidal girl    |                 |
| 2005 | Rx                              | Melissa          | aka Simple Lies |
| 2005 | Standing Still                  | Jennifer         |                 |
| 2005 | Born Killers                    | Gertle           |                 |
| 2007 | It Is Fine! Everything Is Fine. | Ruth             |                 |
| 2007 | Spin                            | Cassie           |                 |
| 2007 | Love and Mary                   | Mary             |                 |
| 2007 | Hostel: Part II                 | Beth Salinger    |                 |
| 2007 | What We Do Is Secret            | Belinda Carlisle |                 |
| 2008 | Mating Dance                    | Abby             |                 |
| 2009 | Made for Each Other             | Catherine        |                 |
| 2009 | Dark Country                    | Gina             |                 |
| 2011 | The Divide                      | Eva              |                 |

| An        | Titlu               | Rol                  | Note                                      |
| --------- | ------------------- | -------------------- | ----------------------------------------- |
| 2000      | Undressed           | Kimmy                | Serial TV                                 |
| 2001      | Shotgun Love Dolls  | Beth                 | Film TV                                   |
| 2001      | 7th Heaven          | Marie                | Episodul: "Apologize"                     |
| 2002      | Going to California | Tiffany              | Episodul: "A Little Hard in the Big Easy" |
| 2003      | The Lone Ranger     | Emily Landry         | Film TV                                   |
| 2005      | Sex, Love & Secrets | Rose                 | Rol principal                             |
| 2006      | Surrender, Dorothy  | Maddy                | Film TV                                   |
| 2010      | Happy Town          | Henley Boone / Chloe | Rol principal                             |
| 2011      | Human Target        | Angie Anderson       | Episodul: "Kill Bob"                      |
| 2011      | Memphis Beat        | Kaylee Slater        | Episodul: "Identity Crisis", "The Feud"   |
| 2011–2012 | Hawaii Five-0       | Lauren "Lori" Weston | Rol principal (sezonul 2)                 |
| 2012–2014 | Chicago Fire        | Leslie Shay          | Rol principal (sezoanele 1–2)             |
| 2014      | Chicago P.D.        | Leslie Shay          | Invitată (2 episoade)                     |
| 2016–2021 | Lucifer             | Chloe Decker         | Rol principal                             |